# Auguste de Baden-Baden
Auguste Marie Johanna de Baden-Baden (n. 10 noiembrie 1704, Aschaffenburg, Bavaria, Germania – d. 8 august 1726, Palais-Royal, Paris, Regatul Franței) a fost Prințesă de Baden-Baden și mai târziu Ducesă de Orléans⁠(d) prin căsătoria cu Louis d'Orléans, Duce de Orléans. Soțul ei era nepot al fostului inamic al tatălui ei, regele Ludovic al XIV-lea al Franței. A fost cunoscută în Franța drept Auguste de Bade. A murit la trei zile după nașterea celui de-al doilea copil. Este strămoașa regelui Ludovic-Filip al Franței și a câtorva membri ai familiilor regale europene.